# La Colorada (Mexiko)
La Colorada ist ein Dorf mit 274 Einwohnern im mexikanischen Bundesstaat Sonora. La Colorada liegt in der Mitte Sonoras nahe Hermosillo im Municipio La Colorada. La Colorada liegt auf 418 Metern Höhe in der Zeitzone UTC-7.

## Geschichte
Die Gegend um La Colorada wurde von Missionaren 1740 „entdeckt“.